# Басири
Басири́, Басири-и Хорасани (псевдоним; настоящее имя Мехмед Ахмад абу-Маали аль-Муртаза; азерб. Bəsiri; ок. 1465, Ак-Коюнлу — 1535, Стамбул, Османская империя) — персидский, турецкий и азербайджанский поэт XVI века

## Биография
Басири родился предположительно в 1465 году. Согласно разным сведениям он приехал в Рум из Персии, Багдада или Хорасана. Согласно Хелену Пфейфер, он был одним из многих персидских мигрантов, деятельность которых высоко ценилась в высших османских кругах. Согласно Латифи, Басири прибыл из области, расположенной недалеко от персидской границы, согласно Ашику Челеби и ссылающемуся на него Хасану Челеби, Бейани, Мехмеду Сурейя и Шемседдину Сами — из Хорасана, согласно Риязи и Катиб Челеби — из Багдада. Турецкий же исследователь Мехмед Чавушоглу утверждает, что Басири прибыл не из Багдада или Хорасана, а из одной из юго-восточных провинций Османской империи.
Свой псевдоним поэт получил из-за кожного заболевания Басир, также известного, как витилиго. В источниках он упоминается как «Басири», «Мехмед Ахмад абу-Маали аль-Муртаза», «Алача Басири» и «Аджем Басири».
Свою юность Басири провёл с сыновьями правителя империи Ак-Коюнлу Узун-Хасана, Угурлу-Мухаммедом и будущим правителем Султаном Ягубом. Басири много путешествовал в молодости и встречался с такими личностями, как Алишер Навои и правителем Хорасана из государства Тимуридов Хусейном Байкарой (известный под псевдонимом Хусайни). Он также посетил Герат и встречался с Бинои и классиком персидской поэзии Джами. О Басири отзывались такие поэты и учёные, как Сахи, Латифи, Хасан Челеби, Рийази, Эвлия Челеби, Ахди Багдади, они писали в своих мемуарах, что он талантливый человек, с чувством юмора и улыбкой на лице, которому присуще остроумие и доброжелательность.
В 1491 году поэт прибыл на некоторое время в Стамбул и впервые привёз в Османское государство труды поэтов Навои и Джами. Позже Басири стал товарищем правителя Ак-Коюнлу Султана Ахмед-хана Гёдека. Как только Баязид II окончательно вступил на османский престол, Султан Ахмед Гёдек отправил его во двор к Баязиду в качества посла от Ак-Коюнлу. Когда правитель Ак-Коюнлу умер, Басири решил остаться и поселиться в Стамбуле.
Во время своего пребывания во дворце он находился с видными государственными деятелями, а по совместительству и поэтами Тачизаде Джафаром Челеби, Мюедзаде Абдурахманом Челеби, а позже и с Казначеем Искендер-пашой, он получал от них помощь и поддержку. Помимо жалованья с казны султана и собора Святой Софии, он зарабатывал стихами и одами, которые он дарил султану и знатным людям того времени. Басири умер в 941 году по хиджре, в возрасте 70 лет. Басири был похоронен за пределами Эдирнекапы, на кладбище, где покоятся останки многих поэтов.

## Творчество
Согласно «Энциклопедии Ислама», Басири автор двух диванов — один на персидском, другой на турецком языке. Вместе с этим его творчество не типична для классической анатолийской литературы, и по своим характеристикам больше близок к персидской литературе XV века. Согласно турецкому автору Мехмету Фатиху Коксалу, из-за нахождения в постоянном контакте с османскими поэтами в Анатолии, он быстро овладел анатолийским-тюркским (османским), таким образом, уловил стиль и высказывания турецких поэтов в турецкой поэзии. Турецкий исследователь диванной литературы Мехмет Чавушоглу отмечает, что родным языком Басири был азербайджанский («Аджемане» по тогдашней османской терминологии). Согласно Чавушоглу, Басири в начале писал стихи на азербайджанском, позже стал использовать стамбульский турецкий. Однако в его рукописных стихах можно увидеть следы азербайджанского.